# Dieter Popp

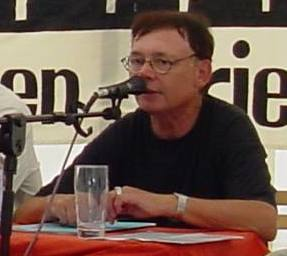
Dieter Popp 2003 auf dem UZ-Pressefest in Dortmund

Dieter Popp (* 24. November 1938 in Berlin; † 27. November 2020 in Bonn) war von 1969 bis 1990 Spion des Militärischen Nachrichtendienstes (Mil-ND) der Nationalen Volksarmee der DDR. Popp wurde 1991 zu einer Freiheitsstrafe von sechs Jahren verurteilt.

## Leben
Popps Mutter stammte aus einer jüdischen Familie. Sein Urgroßvater und verschiedene andere Verwandte sind im KZ Buchenwald ums Leben gekommen. Nach der Schulausbildung war Popp Angestellter einer Versicherung. Er agierte in der linksintellektuellen politischen Szene. Mitte der 1960er-Jahre traf er sich auch mit Ulrike Meinhof. 1966 bot er sich der Verwaltung Aufklärung – zwischen 1964 und 1984 Tarnbezeichnung des Mil-ND – zur Mitarbeit an, für die er in den Folgejahren mehr als 110.000 DM erhielt. Am 1. Januar 1969 zog er im Auftrag des Mil-ND nach Bonn in die Nähe des Bundesministeriums der Verteidigung der Bundesrepublik Deutschland.
Popp warb 1969 seinen Lebensgefährten Egon Streffer für den Mil-ND an. Von Abwehrspezialisten wurde dies als „ein äußerst seltener ‚Romeo‘-Fall unter Homosexuellen“ gewertet. Während er weiter als Versicherungsangestellter tätig war, bewarb sich Streffer im Auftrag des Mil-ND 1970 bei der Bundeswehr und wurde im Planungsstab des Bundesministers der Verteidigung platziert.
Popp und Streffer, unter den Decknamen „Asriel“ und „Aurikel“ tätig, schleusten rund 20 Jahre lang geheime Dokumente und Einschätzungen nach Ost-Berlin. Streffer war für die Informationsbeschaffung zuständig. Als Bürohilfskraft im Geschäftszimmer des Planungsstabs hatte Streffer die Aufgabe, Dokumente zu registrieren und zu kopieren, sowie nicht benötigte Dokumente zu vernichten. Dies ging bis zum Geheimhaltungsgrad „STRENG GEHEIM“, „NATO-SECRET“ und „US-TOP SECRET“. Popps Aufgabe war es, eine Vorauswahl zu treffen, Einschätzungen zu formulieren und den Kontakt zu Ost-Berlin zu halten.
Streffer starb 44-jährig am 22. August 1989 an einem Herzinfarkt. Nach Angaben einer anderen Quelle starb er an AIDS.

## Verurteilung
Nach der Deutschen Wiedervereinigung und der damit verbundenen Auflösung der Geheimdienste der DDR wurde Popp 1990 von einem ehemaligen MfS-Mitarbeiter gemeldet. Popp wurde verhaftet und verbrachte eineinhalb Jahre in Untersuchungshaft in den Justizvollzugsanstalten Koblenz und Köln. Am 23. Dezember 1991 wurde er vom Oberlandesgericht Düsseldorf zu sechs Jahren Freiheitsstrafe verurteilt, wovon er vier Jahre von 1990 bis 1994 unter Einbeziehung der Untersuchungshaft in den Justizvollzugsanstalten Hagen und Remscheid verbrachte. Ihm wurden außerdem 70.000 DM an Verfall und 20.000 DM Verfahrenskosten auferlegt. Eine Beschwerde von Popp gegen seine Verurteilung wurden vom Bundesverfassungsgericht, dem Europäischen Gerichtshof für Menschenrechte wie auch von der UN-Menschenrechtskommission in Genf abgelehnt.

## Nach der Haft
Nach der Haftentlassung 1994 war Popp bis zum Rentenbeginn 2003 erwerbslos. Ab 1995 war er Vorsitzender des von ihm mitbegründeten Vereins „Kundschafter des Friedens fordern Recht e. V.“
Popp gehörte der Kommunistischen Plattform der Partei Die Linke an. 2004 war er Kandidat (Platz 6 der Vorschlagsliste) der PDS zu den Kommunalwahlen am 26. September 2004 in Bonn. Er erhielt in seinem Wahlkreis 75 Stimmen (1,7 Prozent).
Popp befand sich kurz nach seinem 82. Geburtstag in stationärer Behandlung in einem Bonner Krankenhaus. Dort wurde er am 27. November 2020 tot in seinem Bett aufgefunden.

## Mitveröffentlichungen
- Frank Flegel (Hrsg.): Auferstanden aus Ruinen – Über das revolutionäre Erbe der DDR. Einzelverlag Offensiv, Hannover 2000, ISBN 3-00-005444-8.
- Asriel und Aurikel – Primeln wachsen im Geheimen. In: Klaus Eichner, Gotthold Schramm (Hrsg.): Top-Spione im Westen: Spitzenquellen der DDR-Aufklärung erinnern sich. Überarbeitete Neuauflage Auflage. Das neue Berlin (Eulenspiegel-Verlagsgruppe), Berlin 2016, ISBN 978-3-360-01310-1, S. 178–186.